# Israzorides judaeus
Israzorides judaeus is een spinnensoort in de taxonomische indeling van de stekelpootspinnen (Zoridae).
Het dier behoort tot het geslacht Israzorides. De wetenschappelijke naam van de soort werd voor het eerst geldig gepubliceerd in 2003 door Gershom Levy.